# Pierre Teilhard de Chardin
Pierre Teilhard de Chardin (francoska izgovorjava: [pjɛʁ tejaʁ də ʃaʁdɛ̃], francoski filozof in paleontolog, * 1. maj 1881, Orcines, Francija, † 10. april 1955, New York, ZDA.

## Življenje

### Zgodnje otroštvo
Pierre Teilhard de Chardin se je rodil 1. maja 1881 v Orcinesu, Francija, kot četrti izmed enajstih otrok v družini.
Njegov oče Emmanuel Teilhard je bil naravoslovec in vse zasluge, da se je Pierre usmeril v duhovnost, gredo njegovi verni materi Berthe de Dompiere.

### Šolanje
Leta 1893 je z dvanajstimi leti začel obiskovati jezuitsko šolo Mongré v Villefranche-sur-Saône, kjer je opravil maturo iz filozofije in matematike. Leta 1899 je nadaljeval študij v jezuitskem noviciatu v mestu Aix-en-Provence, kjer je tudi začel svojo filozofsko, teološko in duhovno kariero. Med letoma 1905 in 1908 je na jezuitski šoli College of the Holy Family v Kairu poučeval fiziko. Med letoma 1908 in 1912 je študiral teologijo v Hastingu, kjer je bil 24. avgusta 1911 tudi posvečen v duhovnika.

### Paleontološko delo
Od 1912 do 1914 je delal v paleontološkem laboratoriju Naravoslovnega muzeja v Parizu (Muséum national d'histoire naturelle), kjer je preučeval sesalce iz obdobja terciarja. Junija 1912 se je priključil izkopavanju piltdownskega človeka. Že prej sumljiva najdba je bila šele čez štiri desetletja dokazana za prevaro. Njegov celoten prispevek pri vsej zadevi je rekonstrukcija manjkajočega zoba podočnika. Leta 1913 je sodeloval s Henrijem Breulijem pri odkrivanju jamskih poslikav na severozahodu Španije.

### Prva svetovna vojna
Med prvo svetovno vojno je kot sanitetni vojak služil v Maroku in je za svoje delovanje prejel več visokih odlikovanj, med drugim tudi legijo časti. Svoje vojne izkušnje je zapisoval v obliki dnevnika in jih pošiljal svoji sestrični Marguerite Teilhard-Chambon, ki jih je uredila in izdala v knjigi Genèse d'une pensée (Geneza misli).

### Raziskave na Kitajskem
Po letu 1920 je poučeval geologijo na Katoliškem inštitutu v Parizu, leta 1922 pa je doktoriral iz naravoslovja. Leta 1923 je z duhovnikom Émilom Licentom odpotoval na Kitajsko. Leta 1924 se je vrnil v Francijo in nadaljeval s poučevanjem na Katoliškem inštitutu, a je Cerkev zaradi njegovih kritičnih stališč, ki jih je zastopal na predavanjih, zahtevala, da zapusti Katoliški inštitut in nadaljuje raziskave na Kitajskem. Leta 1926 so mu nadrejeni v jezuitskem redu prepovedali nadaljnje poučevanje in aprila istega leta je odpotoval na Kitajsko. Do leta 1935 je na Kitajskem opravil pet geoloških raziskovalnih ekspedicij, ki so mu omogočile ustvariti osnovno geološko karto Kitajske. Sodeloval je na mnogih drugih ekspedicijah po Aziji, med drugim tudi pri ekspediciji Yale-Cambridge na severu Indije, sodeloval pa je tudi pri odkritju pekinškega človeka (Homo erectus pekinensis / Sinanthropus pekinensis).

### Smrt
Teilhard je umrl na velikonočno nedeljo 10. aprila 1955 v New Yorku v starosti 73 let, ko je po maši v katedrali sv. Patrika doživel srčni napad. Pokopan je na pokopališču St. Andrew's-on-the-Hudson v Poughkeepsieju v New Yorku.

## Delo
Teilhard de Chardin je napisal več filozofskih del, izmed katerih sta najpomembnejši Le phénomène humain (Pojav človeka) in Le Milieu Divin (Božje okolje). 
Leta 1916 je napisal svoj prvi esej z naslovom La Vie Cosmique (Kozmično življenje), v katerem je razvil svoje filozofske misli. V svojih esejih je združil pogled modernega znanstvenika in modernega vernika ter dokazal, da tudi moderni svet lahko spet postane skupno živo svetišče.
Teilhard je opozarjal, da mora človek določiti smisel svojega bivanja v okviru sodobnega pojmovanja sveta. Trdil je še, da je človek z razumom dolžan izreči svojo besedo, če ne želi zanikati človekovega dostojanstva in pomena Boga. 
Leta 1947 mu je Rim prepovedal pisati in poučevati filozofske predmete, saj je Teilhard ostro kritiziral napačno mistiko, predvsem naturalistično, ki išče misterije in njihove rešitve na ravni osebnih izkustev ter dojemljivega vesoljstva.

### Pojav človeka
S svojimi nauki je hotel pokazati združljivost evolucijske teorije in krščanskih naukov. V knjigi Pojav človeka opiše razvijanje človeštva proti duhovni enotnosti, ki jo opiše kot Kristusa. Razvoj se začne na ravni osnovnih delcev in se nadaljuje preko celice do mislečih bitij. Skozi vse faze razvoja se povečuje zavest bitij, kompleksnost je vedno večja. Skozi ta nepretrgani proces vrsta nadaljuje evolucijo, iz katere se je razvila. V kasnejših stadijih razvoja le-ta ni več tako izrazito fiziološki kot duhovni. S pojavom Homo sapiensa se začne novo obdobje, kajti zavest je tedaj že tako razvita, da jo lahko ljudje preusmerijo nase, kar človeštvo povzdigne v višjo sfero. Teilhard de Chardin opiše človeštvo kot evolucijo, ki se je začela zavedati sama sebe.
Nadalje trdi, da se s povečanima pretokom in izmenjavo informacij začne oblikovati skupna identiteta. Znanje se nabira in se prenaša v vedno višji kompleksnosti, kar rezultira v naraščanju zavesti in pojavu miselnega sloja, ki obda Zemljo – noosfere. Termin, ki izhaja in grške besede za um – nous –, je uvedel ruski geolog in filozof Vladimir Vernadski, predstavlja pa skupno zavest človeštva, preplet misli in čustev, v katerega so vključeni vsi ljudje.
Po Teilhardovi teoriji evolucija doseže višek v Omega točki, ki "vleče" vse stvaritve k sebi. Omega točka je stanje najvišje zavesti in kompleksnosti. Evolucija celotnega vesolja se razvija proti njej, Omega točka pa je v vsakem primeru Bog. Teilhard Omega točki pripiše pet lastnosti. To so:
- že obstaja (le tako je moč pojasniti razvijanje vesolja proti višjim stopnjam);
- je misleče bitje, ne le abstraktni pojem (Bog, ki vleče razvoj vesolja proti sebi, je oseba);
- transcendentnost (Omega točka ni del okvira, v katerem se vesolje razvija, vendar je zunaj njega in se vesolje razvija proti njej);
- neodvisnost od časa in prostora;
- ireverzibilnost (mora se zgoditi in ne more se vrniti v prejšnje stanje).

### Božje okolje
Knjiga Le Milieu Divin (Božje okolje) je ekvivalent delu Le phénomène humain (Pojav človeka) na duhovni ravni.
V uvodu Teilhard navede, da se človeštvo kolektivno prebuja, kar bo neizbežno imelo velik verski vpliv nanj. Nadalje obravnava dvojni vpliv izkušenj na ljudi. Izkušnje razdeli na aktivne (izkušnje, ki jih človek sam ustvari) in pasivne (izkušnje, ki jim je človek podvržen). S tem poskuša vzpostaviti sistem, po katerem "bodo lahko vsa človeška dejanja očiščena."
Trdi, da je pri Bogu najbolj božje prav to, da v absolutnem smislu nismo nič drugega kot on sam. Poudarja, da je preiskovanje človeških verskih izkušenj ključno, da najdemo Boga v modernem kontekstu Cerkve. 
Pove še, da je svet poln Boga, torej ga lahko upravičeno imenujemo božje okolje.

### Seznam del
Navedene letnice predstavljajo prvo objavo dela v francoščini.
- Le Phénomène Humain (1955)
- Letters From a Traveler (1956),
- Le Groupe Zoologique Humain (1956)
- Le Milieu Divin (1957)
- L'Avenir de l'Homme (1959)
- Hymne de l'univers (1961)
- L'Energie Humaine (1962)
- L'Activation de l'Energie (1963)

- On the zoological position and the evolutionary significance of Australopithecines (1952)
- Joint geological and prehistoric studies of the Late Cenozoic in India (1936)

#### Dela, prevedena v slovenščino
- Božje okolje: poizkus notranjega življenja (1975)
- Hvalnica vesolju (2008)
- Pojav človeka (1978)